# جیناسیو دو ماراکانازینیو
جیناسیو دو ماراکانازینیو (به پرتغالی: Ginásio do Maracanãzinho) سالن سرپوشیده‌ای در ریو دو ژانیرو، برزیل است. این سالن یکی از ورزشگاه‌های تمرینی تیم ملی والیبال برزیل و سالن رسمی تیم ملی والیبال زنان برزیل است. سالن جیناسیو در کنار ورزشگاه ماراکانا قرار دارد.